# Paranerita androconiata
Paranerita androconiata là một loài bướm đêm thuộc phân họ Arctiinae, họ Erebidae.